# Alfred Grandidier
Alfred Grandidier (20. prosince 1836 Paříž – 13. září 1921 Paříž) byl francouzský biolog a badatel.
Díky bohatým rodičům se mohl se svým bratrem Ernestem Grandidierem ve svých 20 letech vydat na cestu kolem světa. Prvních šest měsíců byli doprovázeni astronomem a fyzikem Pierrem Julesem Pierrem Janssenem, který však onemocněl a vrátil se zpět do Francie.
V letech 1858 a 1859 procestovali Jižní Ameriku, zejména pak oblasti And, Peru, Chile, Bolívie, Argentiny a Brazílie. Z těchto oblastí nasbírali mnoho vzorků, které poté Ernest analyzoval.
Následně se bratři rozdělili. Ernest Grandidier se vydal do Číny, kde se mu podařilo shromáždit obrovský počet vzorků, které jsou dnes umístěny v museích Louvre a Guimet. Alfred odcestoval do Indie, kde bádal až do roku 1863. Měl v úmyslu také prozkoumat Tibetskou náhorní plošinu, ale zabránila mu v tom těžká nemoc.
Alfred se rozhodl odjet zotavit do Zanzibaru, kde vedle léčení rozšiřoval své sbírky a vydal zprávu o svých nálezech. Po uzdravení odjel na ostrov Réunion. V roce 1865 poprvé navštívil Madagaskar.
Stal se oddaným badatelem ostrova, v letech 1866 a 1868 se na ostrov vrátil. Během těchto výprav několikrát projel celý ostrov, což bylo 3000 km ve vnitrozemí a 2500 km podél pobřeží. Na základě jeho četným pozorování byla vytvořena mapa Madagaskaru. Definitivně se vrátil do Francie v roce 1870.
Po návratu do Francie začal pracovat na své známé práci L'Histoire physique, naturelle et politique de Madagascar. Na této práci se podíleli další známí přírodovědci - Alphonse Milne-Edwards a Leon Vaillant. Jeho práce obsahovala 40 svazků, poslední byl publikován po smrti jeho synem Guillaume Grandidierem. Popsal přibližně 50 nových druhů plazů a obojživelníků.
Grandidierova práce upoutala pozornost francouzské vlády k Madagaskaru, který po té anektovala v roce 1890.
Grandidier byl jmenován v roce 1885 do Francouzské akademie věd a v letech 1901 až 1906 byl prezidentem Francouzské geografické společnosti. Královská geografická společnost mu v roce 1906 udělila za celoživotní badatelskou činnost.
Po Grandidierovi byly pojmenován druh ještěrky (Oplurus grandidieri), druh hada (Xenotyphlops grandidieri) a další zvířata a rostliny (například baobab Grandidiérův). Jeho jméno nese též minerál grandidierit.